# Neckera blanda
Neckera blanda là một loài rêu trong họ Neckeraceae. Loài này được Harv. mô tả khoa học đầu tiên năm 1836.